# Careproctus ectenes
Careproctus ectenes är en fiskart som beskrevs av Gilbert, 1896. Careproctus ectenes ingår i släktet Careproctus och familjen Liparidae. Inga underarter finns listade.